# JLS (音楽グループ)
JLS（ジェイ・エル・エス）はイギリスの4人組ボーイズグループ。
グループ名のJLSは"Jack the Lad Swing"の頭文字。2006年-2008年までUFO(Unique Famous Outrageous)として活動。2008年からグループ名をJLSに変更した。2008年にイギリスの音楽オーディション番組Xファクターで準優勝。準優勝ながら優勝者を超えるレコードセールスを記録している（そのシーズンの優勝はアレクサンドラ・バークであった）。

## メンバー
- アストン・メリーゴールド (Aston Merrygold, 1988年2月13日-)
- マービン・フュームズ (Marvin Humes, 1985年3月18日-)
- オリーシェ・ウィリアムス (Oritsé Williams)
- ジョナサン・ベンジャミン・ギル (Jonathan Benjamin Gill)

## 来歴

### UFO時代 -2006年-2008年
彼らの始まりはメンバーの1人であるオリーシェが音楽業界に入ろうと決めたところから始まった。そのころオリーシェの母親は多発性硬化症を患っており、彼には母親の治療法を見つけるために資金を調達する必要があった。その後マービン、アストン、JBの順で加わりUFO(Unique Famous Outrageous)を結成した。

### Xファクター -2008年
アストンらメンバーはXファクターの第5シリーズに出場することを決めたが既にUFOというグループ名は使われており、グループ名を変更せざるを得なかったためJLS(Jack the Lad Swing)に変更した。
彼らはリアーナのアンブレラなどを披露し、ファイナル出場を果たした。
これは、ボーイズグループとしては史上4組目となる快挙だったが、ファイナルでは惜しくもアレクサンドラ・バークに次ぐ準優勝に終わった。

### 『JLS』-2009年
2009年7月にデビューシングル"Beat Again"をリリース。同月19日に全英シングルチャート（UKシングルチャート）1位を獲得する。

同年11月9日にデビューアルバム『JLS』をリリースし全英アルバムチャート(UKアルバムチャート)1位を記録。このアルバムは100万枚をセールスしこの年のイギリスのアルバムで6番目の売り上げを記録した。

さらに同アルバムからの2ndシングル"Everybody In Love"はUKシングルチャート1位を記録。3rdシングル"One Shot"は6位を記録した。

### 『Outta This World』-2010年
2010年7月4日にリードシングルとして"The Club Is Alive"をリリース、さらに2ndシングルとして"Love You More"をリリースしどちらもUKシングルチャート1位を記録した。

そして同年11月22日に2ndアルバム『Outta This World』をリリースしUKアルバムチャート1位を記録。さらに同アルバムから3rdシングル"Eyes Wide Shut"をリリースしてこれもまたUKシングルチャートで1位を記録した。この曲がJLSにとっては5曲目のUKシングルチャート1位となった。

### 『JUKEBOX』-2011年
2011年11月14日にリリース。
UKアルバムチャートで2位を記録、アイルランドでも5位を記録した。
リードシングルとして"She Makes Me Wanna Feat. Dev"と"Take A Chance On Me"がリリースされた。
また、2012年の1月1日に3rdシングルとして"Do You Feel What I Feel?"が発売された。
しかしUKシングルチャート16位にとどまり、これまでのシングルの中で最低の順位となった。

### 『EVOLUTION』、解散 -2012年
2012年3月18日にスポーツ救済のチャリティシングルとして"Proud"がリリースされた。
同年11月5日に4thアルバム『Evolution』がリリースされた。
2013年、解散。

### 再結成
2020年、再結成ツアーがアナウンスされた。しかし新型コロナウィルス感染症の世界的流行によって2021年に延期された。

## ディスコグラフィー

### アルバム
| 2009                                      | JLS              | - 発売日: 2009年11月9日 - レーベル: Epic - フォーマット: CD, digital download - 全英売上: 140万枚 | 1 | 1 | 1 | - UK: 4× プラチナ - IRE: 2× プラチナ |
| 2010                                      | Outta This World | - 発売日: 2010年11月22日 - レーベル: Epic - フォーマット: CD, digital download - 全英売上: 65万枚 | 2 | 4 | 2 | - UK: 2× プラチナ - IRE: プラチナ    |
| 2011                                      | Jukebox          | - 発売日: 2011年11月14日 - レーベル: Epic - フォーマット: CD, digital download - 全英売上: 30万枚 | 2 | 5 | 2 | - UK: プラチナ - IRE: ゴールド       |
| 2012                                      | Evolution        | - 発売日: 2012年11月5日 - レーベル: RCA - フォーマット: CD, digital download - 全英売上: 10万枚   | 3 | 7 | 5 | - UK: ゴールド                       |
| "—"は未発売またはチャート圏外を意味する。 |                  |                                                                                                   |   |   |   |                                      |

## ツアーとコンサート
- The X Factor Tour 2009 (2009年2月 - 3月)
- Only Tonight Theatre Tour (2010年1月 - 3月) (2010年12月6日にイギリスでDVDがリリースされた。)
- Summer Tour 2010 (2010年6月 - 7月)
- Outta This World Arena Tour (2010年12月 - 2011年1月)
- Summer Tour 2011 (2011年6月 - 7月)
- The 4th Dimensions Tour (2012年3月 - 4月)
- iTunes Live (2012年9月7日)